# A nagykövet lánya
A nagykövet lánya (eredeti cím: Sefirin Kızı) 2019 és 2021 között vetített török drámasorozat, amelyet Emre Kaşabuk rendezett. A főszereplői Engin Akyürek és Neslihan Atagül, utóbbi azonban betegsége (áteresztő bél szindróma) miatt kénytelen volt kilépni a szériából, a helyére Tuba Büyüküstün érkezett. Törökországban a sorozatot 2019. december 16-tól 2021. május 11-ig sugározta a Star TV, Magyarországon 2021. május 17-től 2022. február 3-ig sugározta a TV2.

## Cselekmény
A történet főhőse egy gazdag üzletember (Engin Akyürek), aki beleszeret egy nagykövet lányába (Neslihan Atagül), a festői Aegeanban. Kettejük boldogsága azonban nem lehet teljes, mivel a múltjuk árnyai végig kísértik őket. A sorozat több egyszerű romantikus drámánál, ugyanis a főhősnő történetszálán nagy hangsúlyt kap az, hogy egy fiatal nő miképpen tud manapság szembenézni és megbirkózni a modern társadalmi elvárásokkal, a családja felől rá nehezedő nyomással.

## Szereplők
| Szereplő           | Színész                | Magyar hang            |
| ------------------ | ---------------------- | ---------------------- |
| Sancar Efeoğlu     | Engin Akyürek          | Horváth Illés          |
| Nare Çelebi        | Neslihan Atagül        | Mezei Kitty            |
| Mavi Çınar Efeoğlu | Tuba Büyüküstün        | Sipos Eszter Anna      |
| Gediz Işıklı       | Uraz Kaygılaroğlu      | Czető Roland           |
| Melek Efeoğlu      | Beren Gençalp          | Bak Julianna           |
| Yahya Efeoğlu      | Doğukan Polat          | Horváth-Töreki Gergely |
| Elvan Efeoğlu      | Hivda Zizan Alp        | Zakariás Éva           |
| Zehra Efeoğlu      | Cemre Öktem            | Ligeti Kovács Judit    |
| Feride Efeoğlu     | Zerrin Sümer           | Bókai Mária            |
| Ömer Kavruk        | Edip Tepeli            | Molnár Levente         |
| Halise Efeoğlu     | Gonca Cilasun          | Bede-Fazekas Annamária |
| Refika Işıklı      | Özlem Çakar Yalçınkaya | Ősi Ildikó             |
| Müge Işıklı        | Esra Kızıldoğan        | Farkasinszky Edit      |
| Necdet Yılmaz      | Sami Aksu              | Szokol Péter           |
| Menekşe Yılmaz     | Tülin Yazkan           | Pánics Lilla           |
| Atike Yılmaz       | Nilüfer Kılıçarslan    | Makay Andrea           |
| Gülsiye            | Yağmur Başkurt         | Simonyi Réka           |
| Dudu               | İlayda Ildır           | Czető Zsanett          |
| Eşe                | Duygu Karaca           | Kokas Piroska          |
| Güven Çelebi       | Erdal Küçükkömürcü     | Barbinek Péter         |
| Kahraman Boz       | Bülent Şakrak          | Fekete Zoltán          |
| Ceylan             | Gözde Çığacı           | Orosz Anna             |
| Akın Baydar        | Erhan Alpay            | Pál Tamás              |
| Sahra Yalçın       | Deniz Işın             | Létay Dóra             |
| Loki               | Furkan Aksoy           | Moser Károly           |
| Bora               | Ferit Aktuğ            | Varga Rókus            |
| Sedat              | Şafak Başkaya          | Kárpáti Levente        |

## A sorozat készítése
A sorozatot Muğlában és Montenegróban forgatták.
A sorozatban eredetileg Neslihan Atagül és Engin Akyürek játszották a főszerepeket, de Atagül 2021. január 18-án bejelentette, hogy kilép a sorozatból a betegsége miatt. Később bejelentették, hogy Tuba Büyüküstün érkezik a helyére. Azt is bejelentették, hogy Uraz Kaygılaroğlu is távozik a sorozatból.

## Évados áttekintés
| Évad | Évad | Török epizódok száma | Magyar epizódok száma | Eredeti sugárzás    | Eredeti sugárzás | Eredeti sugárzás    | Magyar sugárzás  | Magyar sugárzás     | Magyar sugárzás |
| Évad | Évad | Török epizódok száma | Magyar epizódok száma | Évadpremier         | Évadfinálé       | Eredeti adó         | Évadpremier      | Évadfinálé          | Magyar adó      |
| ---- | ---- | -------------------- | --------------------- | ------------------- | ---------------- | ------------------- | ---------------- | ------------------- | --------------- |
|      | 1.   | 17                   | 61                    | 2019. december 16.  | 2020. június 22. |                     | 2021. május 17.  | 2021. augusztus 10. |                 |
|      | 2.   | 35                   | 119                   | 2020. szeptember 7. | 2021. május 11.  | 2021. augusztus 11. | 2022. február 3. |                     |                 |